# Brasil Motorcycle Show
Brasil Motorcycle Show (BMS) é uma festival de motocicletas de alta cilindradas que ocorre anualmente, sempre no final do ano, na cidade de Curitiba, Brasil.
O Brasil Motorcycle é um dos principais eventos para motocicletas do Brasil e seu objetivo é apresentar as novidades do mercado com exposições de fabricantes nacionais e internacionais, lojas especializadas em customização e acessórios, serviços especializados, entre outros. Diferente de um "salão" de veículos tradicional, o evento conta com shows (que incluem de músicas e artísticos) e campeonatos, como o de "Marcha Lenta", entre outras atrações.
A primeira edição do BMS ocorreu em 2013 e a escolha de Curitiba como sede do evento, foi um função da cidade paranaense ser considerada uma das principais capitais do motociclismo no país e com público consumidor de motocicletas de alta cilindrada.